# 二帶副緋鯉
二帶副緋鯉（学名：Parupeneus bifasciatus），又稱三帶副緋鯉，俗名秋姑、鬚哥，為輻鰭魚綱鱸形目鬚鯛科的一個種。其种加词“bifasciatus”意为“双带的”。

## 分布
本魚分布於印度太平洋區，包括東非、紅海、波斯灣、亞丁灣、馬爾地夫、葛摩、模里西斯、塞席爾群島、印度、斯里蘭卡、馬來西亞、安達曼海、泰國、菲律賓、印尼、中國的南海、東海和台灣、日本、越南、新幾內亞、所羅門群島、澳洲、馬里亞納群島、馬紹爾群島、密克羅尼西亞、帛琉、諾魯、斐濟群島、東加、吉里巴斯、吐瓦魯、萬納杜、法屬波里尼西亞、墨西哥、加拉巴哥群島、厄瓜多等海域。属于热带和亚热带近岸底层鱼类。

## 深度
水深1~80公尺。

## 特徵
本魚體為黃色，腹部顏色較淡，體側具3條黑色寬橫帶，橫帶皆只達體側中央，它們分別在第一背鰭、第二背鰭下方及尾柄處。另其眼眶四周顏色較深，觸鬚黑褐色，尾鰭分叉，上下葉寬，背鰭兩個。背鰭硬棘共8枚、軟條共9枚；臀鰭硬棘1枚、軟條7枚。體長可達35公分。

## 生態
本魚常可在礁湖或向海礁坡發現單獨或三五成群地活動。幼魚較常在礁台上游走，而成魚則在礁石外緣活動，屬肉食性，以多毛類、甲殼類為食。

## 經濟利用
食用魚，適合煎食或煮薑絲清湯，小個體可做為觀賞魚。